# Зедерман
Зедерман (пол. Zederman) — село в Польщі, у гміні Олькуш Олькуського повіту Малопольського воєводства.
Населення — 1362 особи (2011).
У 1975—1998 роках село належало до Катовицького воєводства.

## Демографія
Демографічна структура станом на 31 березня 2011 року:
|          | Загалом | Допрацездатний вік | Працездатний вік | Постпрацездатний вік |
| -------- | ------- | ------------------ | ---------------- | -------------------- |
| Чоловіки | 679     | 158                | 444              | 77                   |
| Жінки    | 683     | 148                | 401              | 134                  |
| Разом    | 1362    | 306                | 845              | 211                  |